# Peter Dellemann
Peter Dellemann (* 2. August 1937; † 22. April 2018) war ein deutscher Architekt und Stadtplaner.

## Leben
Der nur zwei Jahre vor dem Beginn des Zweiten Weltkrieges geborene Peter Dellemann kam als Sohn des Architekten und Malers Otto Dellemann zur Welt. Er wirkte in der Nachkriegszeit und insbesondere in den 1960er und 1970er Jahren  als Architekt und Stadtplaner in Hannover. Hier bildete er in dieser Zeit gemeinsam mit dem Stadtdirektor Martin Neuffer, dem Baurat Rudolf Hillebrecht und dem Stadtplaner Hanns Adrian „ein starkes Bündnis an der Stadtspitze“ zur Gestaltung der niedersächsischen Landeshauptstadt.
1980 publizierte Dellemann gemeinsam mit Martin Blumenbach und Günther Kokkelink zu der von der Bauhütte zum Weißen Blatt herausgegebenen Geschichte und Architektur der Bauhütte Hannover.
Ende des 20. Jahrhunderts wirkte Dellemann als leitender Baudirektor insbesondere für den im Vorfeld der Weltausstellung Expo 2000 neu erbauten Stadtteil Kronsberg. Über diesen referierte er als ein „Paradebeispiel für eine Kehrtwende im Städtebau“ und führte im Mai 1997 auf dem 2. Internationalen Frankfurter Städtebau-Diskurs aus:

„Die amerikanische Stadtentwicklung hat zu einer Verschwendung der Ressourcen, der Landschaft, der Energie geführt und dieses reiche Land zum verschuldetsten der Welt gemacht.“

Dellemann engagierte sich viele Jahre als Mitglied sowie im Vorstand des Kunstvereins Hannover.
Peter Dellemann wurde auf dem Stadtfriedhof Engesohde bestattet.

## Schriften (Auswahl)
- Gerhard Bünemann, Peter Dellemann: Zur Diskussion: Neugestaltung Georgstrasse, Steintor, Lange Laube / [Hrsg.: Landeshauptstadt Hannover, Stadtplanungsamt], zugleich Beilage unter dem Titel Stadtbahnbau Hildesheimer Strasse, Hannover: Stadtplanungsamt, 1978
- Martin Blumenbach, Günther Kokkelink, Peter Dellemann: Geschichte und Architektur der Bauhütte Hannover. Jubiläumsschrift zum einhundertjährigen Bestehen, Hannover: Bauhütte zum weissen Blatt, 1980